# Francisco Giral González
Francisco Giral González (Salamanca, 6 de juliol de 1911 - Ciutat de Mèxic, 2002) fou un químic farmacèutic i polític espanyol, fill de José Giral Pereira.

## Biografia
Va estudiar química i farmàcia en la Universitat de Madrid on va obtenir el doctorat que va ser punt de partida per a la seva vida professional. Després va cursar un postgrau en química en la Universitat de Heidelberg en la qual va treballar en diverses investigacions prop de qui obtindria el Premi Nobel de Química en 1938, Richard Kuhn.
En 1936, de retorn a Espanya, va guanyar per oposició la càtedra de química orgànica en la Universitat de Santiago de Compostel·la, a Galícia, ocupació que li és retirada aviat per raons polítiques.
Va arribar a Mèxic en 1939 i immediatament es va concentrar en les tasques acadèmiques. Les aules de la Casa d'Espanya (avui Col·legi de Mèxic), la Universitat Nacional Autònoma de Mèxic, l'Institut Politècnic Nacional, l'Institut de Malalties Tropicals van ser testimonis de les seves càtedres. També treballà a l'empresa paraestatal Petróleos Mexicanos. També va ser assessor de la UNESCO, organització de l'ONU per a l'educació, la ciència i la cultura. També va col·laborar amb la República espanyola en l'exili i fou ministre delegat al darrer govern a l'exili presidit per Fernando Valera Aparicio (1971-1977).
Va dirigir prop de 300 tesis de postgrau i va publicar incomptables articles en revistes especialitzades. Va traduir a més a l'espanyol dotze obres de química, algunes de les quals fins avui són utilitzades com a llibres de text universitaris.

## Currículum científic i acadèmic
Va ser professor en la Facultat de Química de la Universitat Nacional Autònoma de Mèxic des de la seva arribada al país fins a la seva mort. Va ser reconegut com un dels grans científics mexicans del segle xx.
Va fer aportacions singulars en el camp de la síntesi química dels esteroides, havent descobert algunes molècules derivades de productes vegetals regionals. Una d'aquestes molècules va rebre el seu nom, la Giralgenina que és un derivat esteroidal d'origen fitoquímic, important per a la fabricació de certes substàncies anabòliques. També va descobrir una altra molècula d'origen fitoquímic que es va denominar Cardenagenina, en honor del president de Mèxic Lázaro Cárdenas del Río.
En vida va rebre els següents reconeixements:
- Doctor Honoris Causa (1988), per la UNAM
- Doctor Honoris Causa (1988), per la Universitat de l'Havana, Cuba
- Doctor Honoris Causa, per la Universitat de Lima, Perú
- Doctor Honoris Causa, per la Universitat de Caracas, Veneçuela
- Doctor Honoris Causa, per la Universitat de Sao Paulo, Brasil

També rebé el premi en ciències farmacèutiques Leopoldo Río de la Loza; l'Andrés Manuel del Río, de la Sociedad Química de México; el Martín de la Cruz, del Consell General de Salud de Mèxic; el de la Societat Química del Perú, entre d'altres.
Va tenir tres fills: Adela, Carmen i José Giral Barnés heretaren la seva vocació per la química farmacèutica i han assolit cert ressò en l'àmbit acadèmic mexicà.